# Formele wetenschap
Formele wetenschap is de wetenschap van formele systemen, zoals logica, wiskunde, systeemtheorie, en de theoretische aspecten van informatica, informatiewetenschap, besluitvormingstheorie, statistiek en linguïstiek.

## Algemeen
Het begrip formele wetenschap komt in de wetenschappelijke literatuur in diverse kaders aan de orde, zoals in de wetenschapsfilosofie, de logica, en in de classificatie van de wetenschap.

### In de wetenschapsfilosofie
In de wetenschapsfilosofie is het begrip formele wetenschap sporadisch genoemd door John Locke en Immanuel Kant, terwijl de intentie van een formele wetenschap al te vinden is bij Aristoteles. Pas de laatste decennia is er hier een theoretische discussie en een internationaal podium met sprekers als James Franklin, Benedikt Löwe en Kevin de Laplante. De laatste stelt recentelijk:

Elke discussie over het concept van de formele wetenschap dient te vermelden, dat de term gebruikt wordt op verschillende wijze, voor verschillende doeleinden, door verschillende mensen. Voor sommigen wordt de formele wetenschap bepaald door het exclusieve gebruik van deductieve methoden voor het ontdekken en het redeneren over de eigenschappen van formele abstracte systemen. In dit opzicht is formele wetenschap synoniem met wiskunde, formele logica en onderdelen van linguïstiek en computerwetenschap. Voor anderen betekent formele wetenschap iets als exacte wetenschap, of geformaliseerde wetenschap. In dit opzicht kan iedere wetenschap, die zwaar de nadruk legt op mathematische of logische formalisatie of theoretische sleutelbegrippen en theorieën, aangeduid worden als een formele wetenschap. Deze tweede zienswijze van formele wetenschap is meer liberaal dan de eerste, en kan betrekking hebben op alle natuurkunde, veel van de scheikunde, en enige delen van de biologie, ecologie, psychologie en economie, zowel als nieuwe computatie-georiënteerde disciplines als artificial life en artificiële intelligentie, die niet zo eenvoudig passen in de traditionele classificatie van de wetenschappen.

### In de logica
De formele wetenschap als synoniem van deductieve wetenschap wordt al langer genoemd in de logica, bijvoorbeeld door C. West Churchman in 1940, en Evert W. Beth (2003). Churchman stelde:

Alle wetenschap kan verdeeld worden in twee delen: de "formele" en "non-formele". Formele of deductieve wetenschap heeft de volgende algemene structuur: Vanuit een verzameling opgestelde uitspraken, de zogenaamde aannames of postulaten, en bepaalde definities worden een nieuwe verzameling uitspraken, de zogenaamde theorema's, afgeleid. Formele wetenschap heeft een hypothetisch karakter: als alle vooropgestelde uitspraken waar zijn, dan zullen alle afgeleide theorema's dit ook zijn. Non-formele (of empirische) wetenschap aan de andere kant, is vooral geïnteresseerd of bepaalde uitspraken feitelijk juist zijn: de ervaring is hierbij het instrument om dit te bepalen.

## Classificatie van wetenschappen
Er zijn diverse pogingen ondernomen om afzonderlijke wetenschappen in (twee) groepen in te delen, waarbij de ene groep vooral van deductie en de andere groep vooral van inductie gebruikmaakt. Brian Vickery (1958) stelde hierover:

Gedurende de 19de eeuw is de wetenschap, naast de opdeling in theoretisch en toegepast, vaker verdeeld in twee groepen. Voordien had ze het voorbeeld van Francis Bacon, die een opdeling maakte in speculatief en descriptief, en Hobbes met kwalitatief en kwantitatief. Voor Coleridge was de wetenschap of "puur" (Grammatica, Logica, Retorica, Mathematica, Metafysica) of "gemixt". Arthur Schopenhauer benoemde een gelijksoortige indeling als "puur" en "empirisch". Wilhelm Wundt in 1887 benoemde "formeel" en "empirisch", Globot "mathematisch" en "theoretisch", en het St. Louis Congress of Arts and Sciences in 1904 sprak van "normatief" en "fysisch". Karl Pearson maakte een vergelijkbare indeling van de wetenschap in "abstract en concreet".

## Voorbeelden
Tot de formele wetenschappen kunnen worden gerekend:
- Logica
- Wiskunde
- Methodologie
- Systeemtheorie
- Modelvorming
- Classificatieleer